# Richie George
 Richard (Richie) George (Ardleigh, 18 december 1989), bijgenaamd Richie Rich, is een voormalig Engels professioneel darter. Hij is de zoon van voormalig Lakesidefinalist Bobby George. Tijdens zijn eerste wereldkampioenschap versloeg hij in de eerste ronde Dave Prins met 3-2, vervolgens versloeg hij Jimmy Hendriks in de tweede ronde en in de kwartfinales Jan Dekker met 5-4. In de halve finales verloor hij van de latere winnaar, Scott Waites. Zijn laatste optreden in competitieverband was tijdens de Grand Slam of Darts van 2014, waarin hij alle drie de groepswedstrijden verloor en slechts drie legs wist te winnen.

## Resultaten op wereldkampioenschappen

### BDO
- 2013: Halve finale (verloren van Scott Waites 1-6)
- 2014: Laatste 32 (verloren van Robbie Green 0–3)